# جهاز الأمن الوطني (تركيا)

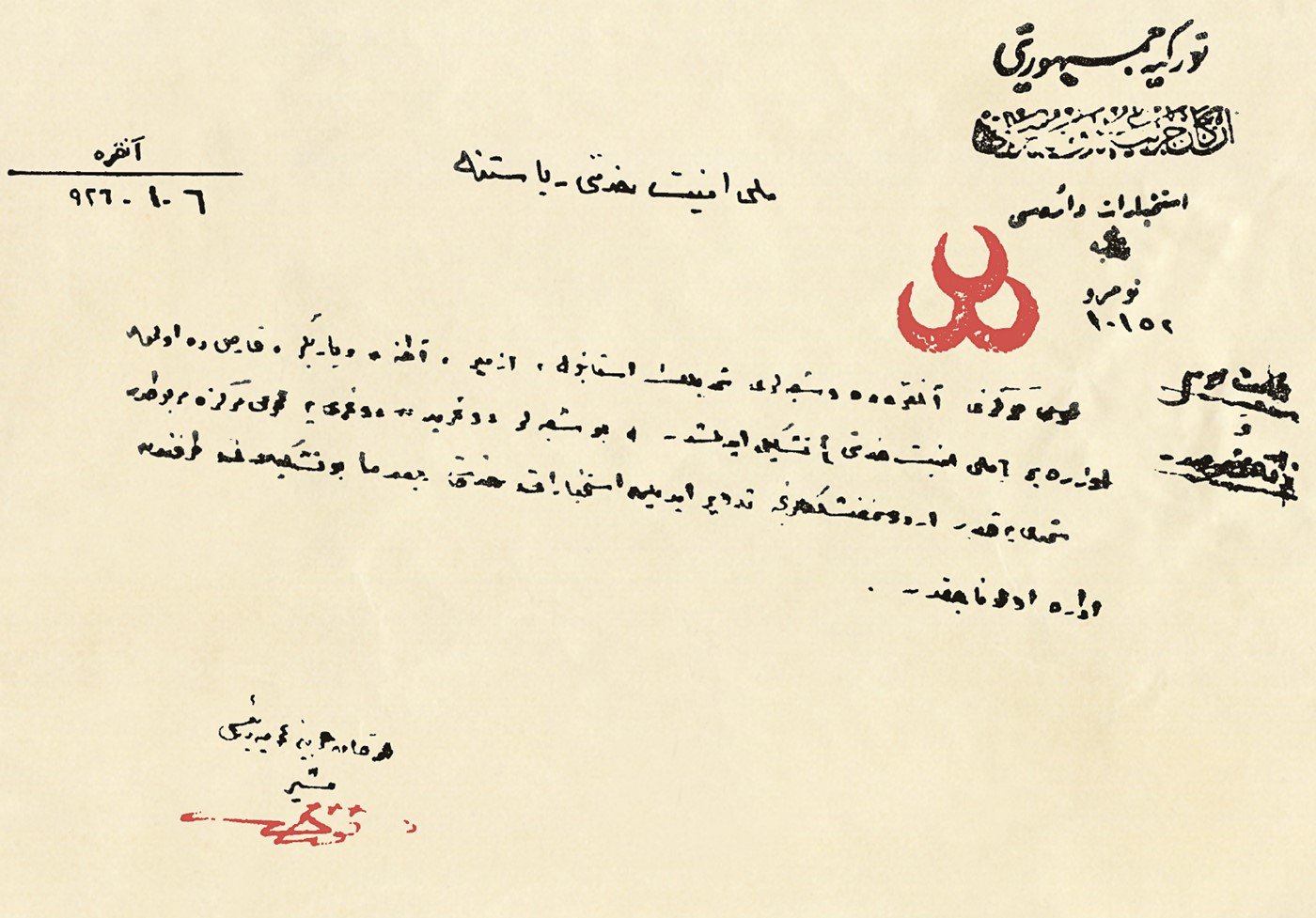
وثيقة التأسيس بتاريخ 6 يناير 1926.

جهاز الأمن الوطني (بالتركية: Milli Emniyet Hizmeti) يُعرف أيضًا باسم MAH، هو منظمة الاستخبارات الحكومية في تركيا بين عامي 1926 و1965. ثم استُبدل بمنظمة الاستخبارات الوطنية (بالتركية: Millî İstihbarat Teşkilâtı).
تأسس في وقت كان فيه مصطفى كمال أتاتورك يقوم بتطهير عناصر لجنة الاتحاد والترقي، بما في ذلك جمعية كاراكول ومنظمات الاستخبارات ( تشكيلات الخاصة).  كان أول مدير لـلجهاز هو شكري علي أوجل (1886–1973).
خلال الحرب العالمية الثانية شهدت تركيا زيادة في أعمال التجسس من قبل العملاء والمتعاطفين البريطانيين والسوفييت والألمان. علمت بعثة المراقبة التركية أن ألمانيا النازية لن تحاول غزو تركيا، مما سمح لإدارة إينونو بمقاومة الضغوط المتزايدة من جانب الحلفاء لإعلان الحرب على ألمانيا. وقد تلقت إدارة الجهاز دعم مالي من وكالة المخابرات المركزية.  